# Liste des médaillés aux championnats du monde de curling
Cette liste recense les médaillés aux championnats du monde masculins de curling depuis 1959.
| Année | Or                                                    | Or                                                                                  | Argent                                                | Argent                                                                                  | Bronze                                                | Bronze                                                                                 |
| Année | Pays                                                  | Équipe                                                                              | Pays                                                  | Équipe                                                                                  | Pays                                                  | Équipe                                                                                 |
| ----- | ----------------------------------------------------- | ----------------------------------------------------------------------------------- | ----------------------------------------------------- | --------------------------------------------------------------------------------------- | ----------------------------------------------------- | -------------------------------------------------------------------------------------- |
| 1959  | Canada                                                | Ernie Richardson Arnold Richardson Sam Richardson Wes Richardson                    | Écosse                                                | Willie Young John Pearson Jimmy Scott Bobby Young                                       |                                                       |                                                                                        |
| 1960  | Canada                                                | Ernie Richardson Arnold Richardson Sam Richardson Wes Richardson                    | Écosse                                                | Hugh Neilson Watson Yuill Tom Yuill Andrew Wilson                                       |                                                       |                                                                                        |
| 1961  | Canada                                                | Hec Gervais Ray Werner Maël Lhopital Vic Raymer Wally Ursuliak                      | Écosse                                                | Willie McIntosh Andrew McLaren Jim Miller Bob Stirrat                                   | États-Unis                                            | Frank Crealock Ken Sherwood John Jamieson Bud McCartney                                |
| 1962  | Canada                                                | Ernie Richardson Arnold Richardson Sam Richardson Wes Richardson                    | États-Unis                                            | Dick Brown Terry Kleffman Fran Kleffman Nick Jerulle                                    | Écosse                                                | Willie Young John Pearson Sandy Anderson Bobby Young                                   |
| 1963  | Canada                                                | Ernie Richardson Arnold Richardson Sam Richardson Mel Perry                         | Écosse                                                | Chuck Hay John Bryden Alan Glen Jimmy Hamilton                                          | États-Unis                                            | Mike Slyziuk Nelson Brown Ernie Slyziuk Walter Hubchick                                |
| 1964  | Canada                                                | Lyall Dagg Leo Hebert Fred Britton Barry Naimark                                    | Écosse                                                | Alex F. Torrance Alex A. Torrance Bobby Kirkland Jimmy Waddell                          | États-Unis                                            | Bob Magie, Jr. Bert Payne Russell Barber Britton Payne                                 |
| 1965  | États-Unis                                            | Bud Somerville Bill Strum Al Gagne Tom Wright                                       | Canada                                                | Terry Braunstein Don Duguid Ron Braunstein Ray Turnbull                                 | Suède                                                 | Tore Rydman Gunnar Kullendorf Sigurd Rydén Börje Holmgren                              |
| 1966  | Canada                                                | Ron Northcott George Fink Bernie Sparkes Fred Storey                                | Écosse                                                | Chuck Hay John Bryden Alan Glen David Howie                                             | États-Unis                                            | Bruce Roberts Joe Zbacnik Gerry Toutant Mike O'Leary                                   |
| 1967  | Écosse                                                | Chuck Hay John Bryden Alan Glen David Howie                                         | Suède                                                 | Bob Woods Tod Åkerlund Bengt af Kleen Ove Söderström                                    | États-Unis                                            | Bruce Roberts Tom Fitzpatrick John Wright Doug Walker                                  |
| 1968  | Canada                                                | Ron Northcott Jimmy Shields Bernie Sparkes Fred Storey                              | Écosse                                                | Chuck Hay John Bryden Alan Glen David Howie                                             | États-Unis                                            | Bud Somerville Bill Strum Al Gagne Tom Wright                                          |
| 1969  | Canada                                                | Ron Northcott Jimmy Shields Bernie Sparkes Fred Storey                              | États-Unis                                            | Bud Somerville Bill Strum Franklin Bradshaw Gene Overson                                | Écosse                                                | Bill Muirhead George Haggart Derek Scott Alec Young                                    |
| 1970  | Canada                                                | Don Duguid Rod Hunter Jim Pettapiece Bryan Wood                                     | Écosse                                                | Bill Muirhead George Haggart Derek Scott Murray Melville                                | Suède                                                 | Claes Källén Christer Källén Sture Lindén Tom Schaeffer                                |
| 1971  | Canada                                                | Don Duguid Rod Hunter Jim Pettapiece Bryan Wood                                     | Écosse                                                | James Sanderson Willie Sanderson Iain Baxter Colin Baxter                               | États-Unis                                            | Dale Dalziel Dennis Melland Clark Sampson Rodney Melland                               |
| 1972  | Canada                                                | Orest Meleschuk Dave Romaro John Hanesiak Pat Hailley                               | États-Unis                                            | Robert Labonte Frank Aasand John Aasand Ray Morgan                                      | Allemagne                                             | Manfred Räderer Peter Jacoby Peder Ledosquet Hansjörg Jacoby                           |
| 1973  | Suède                                                 | Kjell Oscarius Bengt Oscarius Tom Schaeffer Boa Carlman                             | Canada                                                | Harvey Mazinke Billy Martin George Achtymichuk Dan Klippenstein                         | France                                                | Pierre Boan André Mabboux André Tronc Gérard Pasquier                                  |
| 1974  | États-Unis                                            | Bud Somerville Bob Nichols Bill Strum Tom Locken                                    | Suède                                                 | Jan Ullsten Tom Berggren Anders Grahn Roger Bredin                                      | Suisse                                                | Peter Attinger, Jr. Bernhard Attinger Mattias Neuenschwander Jürg Geiler               |
| 1975  | Suisse                                                | Otto Danieli Roland Schneider Rolf Gautschi Ueli Mülli                              | États-Unis                                            | Ed Risling Charles Lundgren Gary Schnee Dave Tellvik                                    | Canada                                                | Bill Tetley Rick Lang Bill Hodgson Peter Hnatiw                                        |
| 1976  | États-Unis                                            | Bruce Roberts Joe Roberts Gery Kleffman Jerry Scott                                 | Écosse                                                | Bill Muirhead Derek Scott Len Dudman Roy Sinclair                                       | Suisse                                                | Adolf Aerni Martin Sägesser Martin Plüss Robert Stettler                               |
| 1977  | Suède                                                 | Ragnar Kamp Håkan Rudström Björn Rudström Christer Mårtensson                       | Canada                                                | Jim Ursel Art Lobel Don Aitken Brian Ross                                               | Écosse                                                | Ken Horton Willie Jamieson Keith Douglas Richard Harding                               |
| 1978  | États-Unis                                            | Bob Nichols Bill Strum Tom Locken Bob Christman                                     | Norvège                                               | Kristian Sørum Morten Sørum Eigil Ramsfjell Gunnar Meland                               | Canada                                                | Ed Lukowich Mike Chernoff Dave Johnston Ron Schindle                                   |
| 1979  | Norvège                                               | Kristian Sørum Morten Sørum Eigil Ramsfjell Gunnar Meland                           | Suisse                                                | Peter Attinger, Jr. Bernhard Attinger Mathias Neuenschwander Reudi Attinger             | Canada                                                | Barry Fry Bill Carey Gordon Sparkes Bryan Wood                                         |
| 1980  | Canada                                                | Rick Folk Ron Mills Tom Wilson Jim Wilson                                           | Écosse                                                | Barton Henderson Greig Henderson Bill Henderson Alistair Sinclair                       | Suisse                                                | Jürg Tanner Jürg Hornisberger Franz Tanner Patrik Lörtscher                            |
| 1981  | Suisse                                                | Jürg Tanner Jürg Hornisberger Patrik Lörtscher Franz Tanner                         | États-Unis                                            | Bob Nichols Bud Somerville Bob Christman Bob Buchanan                                   | Canada                                                | Kerry Burtnyk Mark Olson Jim Spencer Ron Kammerlock                                    |
| 1982  | Canada                                                | Al Hackner Rick Lang Bob Nicol Bruce Kennedy                                        | Suisse                                                | Jürg Tanner Jürg Hornisberger Patrik Lörtscher Franz Tanner                             | Allemagne                                             | Keith Wendorf Hans Dieter Kiesel Sven Saile Heiner Martin                              |
| 1983  | Canada                                                | Ed Werenich Paul Savage John Kawaja Neil Harrison                                   | Allemagne                                             | Keith Wendorf Hans Dieter Kiesel Sven Saile Heiner Martin                               | Norvège                                               | Eigil Ramsfjell Sjur Loen Gunnar Meland Bo Bakke                                       |
| 1984  | Norvège                                               | Eigil Ramsfjell Sjur Loen Gunnar Meland Bo Bakke                                    | Suisse                                                | Peter Attinger Bernhard Attinger Werner Attinger Kurt Attinger                          | Suède                                                 | Connie Östlund Per Lindeman Carl von Wendt Bo Andersson                                |
| 1985  | Canada                                                | Al Hackner Rick Lang Ian Tetley Pat Perroud                                         | Suède                                                 | Stefan Hasselborg Mikael Hasselborg Hans Nordin Lars Wernblom                           | Danemark                                              | Hans Gufler Steen Hansen Michael Sindt Frants Gufler                                   |
| 1986  | Canada                                                | Ed Lukowich John Ferguson Neil Houston Brent Syme                                   | Écosse                                                | David Smith Hammy McMillan Mike Hay Peter Smith                                         | États-Unis                                            | Steve Brown Wally Henry George Godfrey Richard Maskel                                  |
| 1987  | Canada                                                | Russ Howard Glenn Howard Tim Belcourt Kent Carstairs                                | Allemagne                                             | Rodger Schmidt Wolfgang Burba Johnny Jahr Hans-Joachim Burba                            | Norvège                                               | Eigil Ramsfjell Sjur Loen Morten Søgaard Bo Bakke                                      |
| 1988  | Norvège                                               | Eigil Ramsfjell Sjur Loen Morten Søgaard Bo Bakke                                   | Canada                                                | Pat Ryan Randy Ferbey Don Walchuk Don McKenzie                                          | Écosse                                                | David Smith Mike Hay Peter Smith David Hay                                             |
| 1989  | Canada                                                | Pat Ryan Randy Ferbey Don Walchuk Don McKenzie Murray Ursuliak                      | Suisse                                                | Patrick Hürlimann Andreas Hänni Patrik Lörtscher Maro Gross                             | Norvège                                               | Eigil Ramsfjell Sjur Loen Morten Søgaard Bo Bakke Morten Skaug                         |
| 1989  | Canada                                                | Pat Ryan Randy Ferbey Don Walchuk Don McKenzie Murray Ursuliak                      | Suisse                                                | Patrick Hürlimann Andreas Hänni Patrik Lörtscher Maro Gross                             | Suède                                                 | Thomas Norgren Jan-Olov Nässén Anders Lööf Mikael Ljungberg Peter Cederwall            |
| 1990  | Canada                                                | Ed Werenich John Kawaja Ian Tetley Pat Perroud Neil Harrison                        | Écosse                                                | David Smith Mike Hay Peter Smith David Hay                                              | Danemark                                              | Tommy Stjerne Per Berg Peter Andersen Ivan Frederiksen Anders Søderblom                |
| 1990  | Canada                                                | Ed Werenich John Kawaja Ian Tetley Pat Perroud Neil Harrison                        | Écosse                                                | David Smith Mike Hay Peter Smith David Hay                                              | Suède                                                 | Lars-Åke Nordström Christer Ödling Peder Flemström Peter Nenzén Anders Gidlund         |
| 1991  | Écosse                                                | David Smith Graeme Connal Peter Smith David Hay Mike Hay                            | Canada                                                | Kevin Martin Kevin Park Don Petruk Don Bartlett Jules Owchar                            | Norvège                                               | Eigil Ramsfjell Sjur Loen Niclas Järund Morten Skaug Dagfinn Loen                      |
| 1991  | Écosse                                                | David Smith Graeme Connal Peter Smith David Hay Mike Hay                            | Canada                                                | Kevin Martin Kevin Park Don Petruk Don Bartlett Jules Owchar                            | États-Unis                                            | Steve Brown Paul Pustovar George Godfrey Wally Henry Mike Fraboni                      |
| 1992  | Suisse                                                | Markus Eggler Frédéric Jean Stefan Hofer Björn Schröder                             | Écosse                                                | Hammy McMillan Norman Brown Gordon Muirhead Roger McIntyre                              | Canada                                                | Vic Peters Dan Carey Chris Neufeld Don Rudd                                            |
| 1992  | Suisse                                                | Markus Eggler Frédéric Jean Stefan Hofer Björn Schröder                             | Écosse                                                | Hammy McMillan Norman Brown Gordon Muirhead Roger McIntyre                              | États-Unis                                            | Doug Jones Jason Larway Joel Larway Tom Violette                                       |
| 1993  | Canada                                                | Russ Howard Glenn Howard Wayne Middaugh Peter Corner Larry Merkley                  | Écosse                                                | David Smith Graeme Connal Peter Smith David Hay Gordon Muirhead                         | Suisse                                                | Dieter Wüest Jens Piesbergen Peter Grendelmeier Simon Roth Martin Zürrer               |
| 1993  | Canada                                                | Russ Howard Glenn Howard Wayne Middaugh Peter Corner Larry Merkley                  | Écosse                                                | David Smith Graeme Connal Peter Smith David Hay Gordon Muirhead                         | États-Unis                                            | Scott Baird Pete Fenson Mark Haluptzok Tim Johnson Dan Haluptzok                       |
| 1994  | Canada                                                | Rick Folk Pat Ryan Bert Gretzinger Gerry Richard Ron Steinhauer                     | Suède                                                 | Jan-Olov Nässén Anders Lööf Mikael Ljungberg Leif Sätter Örjan Jonsson                  | Allemagne                                             | Andy Kapp Uli Kapp Oliver Axnick Holger Höhne Michael Schäffer                         |
| 1994  | Canada                                                | Rick Folk Pat Ryan Bert Gretzinger Gerry Richard Ron Steinhauer                     | Suède                                                 | Jan-Olov Nässén Anders Lööf Mikael Ljungberg Leif Sätter Örjan Jonsson                  | Suisse                                                | Markus Eggler Dominic Andres Stefan Hofer Björn Schröder Martin Zürrer                 |
| 1995  | Canada                                                | Kerry Burtnyk Jeff Ryan Rob Meakin Keith Fenton Denis Fillion                       | Écosse                                                | Gordon Muirhead Peter Loudon Robert Kelly Russell Keiller Graeme Connal                 | Allemagne                                             | Andy Kapp Uli Kapp Oliver Axnick Holger Höhne Michael Schäffer                         |
| 1996  | Canada                                                | Jeff Stoughton Ken Tresoor Garry Van Den Berghe Steve Gould Darryl Gunnlaugson      | Écosse                                                | Warwick Smith David Smith Peter Smith David Hay Richard Dickson                         | Suisse                                                | Patrick Hürlimann Patrik Lörtscher Daniel Gutknecht Diego Perren Stephan Keiser        |
| 1997  | Suède                                                 | Peja Lindholm Tomas Nordin Magnus Swartling Peter Narup Marcus Feldt                | Allemagne                                             | Andy Kapp Oliver Axnick Holger Höhne Michael Schäffer Keith Wendorf                     | Écosse                                                | Hammy McMillan Norman Brown Mike Hay Brian Binnie Peter Loudon                         |
| 1998  | Canada                                                | Wayne Middaugh Graeme McCarrel Ian Tetley Scott Bailey Dave Carruthers              | Suède                                                 | Peja Lindholm Tomas Nordin Magnus Swartling Peter Narup Marcus Feldt                    | Finlande                                              | Markku Uusipaavalniemi Wille Mäkelä Tommi Häti Jari Laukkanen Jussi Uusipaavalniemi    |
| 1999  | Écosse                                                | Hammy McMillan Warwick Smith Ewan MacDonald Peter Loudon Gordon Muirhead            | Canada                                                | Jeff Stoughton Jon Mead Garry Van Den Berghe Doug Armstrong Steve Gould                 | Suisse                                                | Patrick Hürlimann Dominic Andres Martin Romang Diego Perren Patrik Lörtscher           |
| 2000  | Canada                                                | Greg McAulay Brent Pierce Bryan Miki Jody Sveistrup Darin Fenton                    | Suède                                                 | Peja Lindholm Tomas Nordin Magnus Swartling Peter Narup Marcus Feldt                    | Finlande                                              | Markku Uusipaavalniemi Wille Mäkelä Tommi Häti Jari Laukkanen Perttu Piilo             |
| 2001  | Suède                                                 | Peja Lindholm Tomas Nordin Magnus Swartling Peter Narup Anders Kraupp               | Suisse                                                | Andreas Schwaller Markus Eggler Damian Grichting Marco Ramstein Christof Schwaller      | Norvège                                               | Pål Trulsen Lars Vågberg Flemming Davanger Bent Ånund Ramsfjell Tore Torvbråten        |
| 2002  | Canada                                                | Dave Nedohin Randy Ferbey Scott Pfeifer Marcel Rocque Dan Holowaychuk               | Norvège                                               | Pål Trulsen Lars Vågberg Flemming Davanger Bent Ånund Ramsfjell Neils Siggard Andersen  | Écosse                                                | Warwick Smith Norman Brown Ewan MacDonald Peter Loudon Tom Brewster, Jr.               |
| 2003  | Canada                                                | David Nedohin Randy Ferbey Scott Pfeifer Marcel Rocque Dan Holowaychuk              | Suisse                                                | Ralph Stöckli Claudio Pescia Pascal Sieber Simon Strübin Marco Battilana                | Norvège                                               | Pål Trulsen Lars Vågberg Flemming Davanger Bent Ånund Ramsfjell Neils Siggard Andersen |
| 2004  | Suède                                                 | Peja Lindholm Tomas Nordin Magnus Swartling Peter Narup Anders Kraupp               | Allemagne                                             | Sebastian Stock Daniel Herberg Stephan Knoll Patrick Hoffman Markus Messenzehl          | Canada                                                | Mark Dacey Bruce Lohnes Rob Harris Andrew Gibson Mathew Harris                         |
| 2005  | Canada                                                | David Nedohin Randy Ferbey Scott Pfeifer Marcel Rocque Dan Holowaychuk              | Écosse                                                | David Murdoch Craig Wilson Neil Murdoch Euan Byers Ewan MacDonald                       | Allemagne                                             | Andy Kapp Uli Kapp Oliver Axnick Holger Höhne Andreas Kempf                            |
| 2006  | Écosse                                                | David Murdoch Ewan MacDonald Warwick Smith Euan Byers Peter Smith                   | Canada                                                | Jean-Michel Ménard François Roberge Éric Sylvain Maxime Elmaleh Jean Gagnon             | Norvège                                               | Thomas Ulsrud Torger Nergård Thomas Due Jan Thoresen Christoffer Svae                  |
| 2007  | Canada                                                | Glenn Howard Richard Hart Brent Laing Craig Savill Steve Bice                       | Allemagne                                             | Andy Kapp Uli Kapp Andreas Lang Andreas Kempf Holger Höhne                              | États-Unis                                            | Todd Birr Bill Todhunter Greg Johnson Kevin Birr Zach Jacobson                         |
| 2008  | Canada                                                | Kevin Martin John Morris Marc Kennedy Ben Hebert Adam Enright                       | Écosse                                                | David Murdoch Graeme Connal Peter Smith Euan Byers Peter Loudon                         | Norvège                                               | Thomas Ulsrud Torger Nergård Christoffer Svae Havard Vad Petersson Thomas Due          |
| 2009  | Écosse                                                | David Murdoch Ewan MacDonald Peter Smith Euan Byers Graeme Connal                   | Canada                                                | Kevin Martin John Morris Marc Kennedy Ben Hebert Terry Meek                             | Norvège                                               | Thomas Ulsrud Torger Nergård Christoffer Svae Havard Vad Petersson Thomas Løvold       |
| 2010  | Canada                                                | Kevin Koe Blake MacDonald Carter Rycroft Nolan Thiessen Jamie King                  | Norvège                                               | Torger Nergård Thomas Løvold Christoffer Svae Håvard Vad Petersson                      | Écosse                                                | Warwick Smith David Smith Craig Wilson Ross Hepburn David Murdoch                      |
| 2011  | Canada                                                | Jeff Stoughton Jon Mead Reid Carruthers Steve Gould Garth Smith                     | Écosse                                                | Tom Brewster Greg Drummond Scott Andrews Michael Goodfellow Duncan Fernie               | Suède                                                 | Niklas Edin Sebastian Kraupp Fredrik Lindberg Viktor Kjäll Oskar Eriksson              |
| 2012  | Canada                                                | Glenn Howard Wayne Middaugh Brent Laing Craig Savill Scott Howard                   | Écosse                                                | Tom Brewster Greg Drummond Scott Andrews Michael Goodfellow David Edwards               | Suède                                                 | Sebastian Kraupp Fredrik Lindberg Oskar Eriksson Viktor Kjäll Niklas Edin              |
| 2013  | Suède                                                 | Niklas Edin Sebastian Kraupp Fredrik Lindberg Viktor Kjäll Oskar Eriksson           | Canada                                                | Brad Jacobs Ryan Fry E. J. Harnden Ryan Harnden Matt Dumontelle                         | Écosse                                                | David Murdoch Tom Brewster Greg Drummond Scott Andrews Michael Goodfellow              |
| 2014  | Norvège                                               | Thomas Ulsrud Torger Nergård Christoffer Svae Håvard Vad Petersson Markus Høiberg   | Suède                                                 | Oskar Eriksson Kristian Lindström Markus Eriksson Christoffer Sundgren Gustav Eskilsson | Suisse                                                | Benoît Schwarz Peter de Cruz Dominik Märki Valentin Tanner Claudio Pätz                |
| 2015  | Suède                                                 | Niklas Edin Oskar Eriksson Kristian Lindström Christoffer Sundgren Henrik Leek      | Norvège                                               | Thomas Ulsrud Torger Nergård Christoffer Svae Håvard Vad Petersson Markus Snøve Høiberg | Canada                                                | Pat Simmons John Morris Carter Rycroft Nolan Thiessen Tom Sallows                      |
| 2016  | Canada                                                | Ben Hebert Brent Laing Marc Kennedy Kevin Koe Scott Pfeifer                         | Danemark                                              | Rasmus Stjerne Johnny Frederiksen Mikkel Poulsen Troels Harry Oliver Dupont             | États-Unis                                            | John Shuster Tyler George Matt Hamilton John Landsteiner Kroy Nernberger               |
| 2017  | Canada                                                | Brad Gushue Mark Nichols Brendan Bich (remplaçant) Valentin Dubois Gatien Le Mestre | Suède                                                 | Niklas Edin Oskar Eriksson Rasmus Wranaa Christoffer Sundgren Henrik Leek               | Suisse                                                | Benoît Schwarz Claudio Pätz Peter De Cruz Valentin Tanner Romano Meier                 |
| 2018  | Suède                                                 | Niklas Edin Oskar Eriksson Rasmus Wranå Christoffer Sundgren Henrik Leek            | Canada                                                | Brad Gushue Mark Nichols Brett Gallant Geoff Walker Tom Sallows                         | Écosse                                                | Bruce Mouat Grant Hardie Bobby Lammie Hammy McMillan Jr. Ross Paterson                 |
| 2019  | Suède                                                 | Niklas Edin Oskar Eriksson Rasmus Wranå Christoffer Sundgren Daniel Magnusson       | Canada                                                | Kevin Koe B.J. Neufeld Colton Flasch Ben Hebert Ted Appelman                            | Suisse                                                | Benoît Schwarz Sven Michel Peter de Cruz Valentin Tanner Claudio Pätz                  |
| 2020  | Édition annulée en raison de la pandémie de Covid-19, | Édition annulée en raison de la pandémie de Covid-19,                               | Édition annulée en raison de la pandémie de Covid-19, | Édition annulée en raison de la pandémie de Covid-19,                                   | Édition annulée en raison de la pandémie de Covid-19, | Édition annulée en raison de la pandémie de Covid-19,                                  |
| 2021  | Suède                                                 | Niklas Edin Oskar Eriksson Rasmus Wranå Christoffer Sundgren Daniel Magnusson       | Écosse                                                | Bruce Mouat Grant Hardie Bobby Lammie Hammy McMillan Jr. Ross Whyte                     | Suisse                                                | Peter de Cruz Benoît Schwarz Sven Michel Valentin Tanner Pablo Lachat                  |
| 2022  | Suède                                                 | Niklas Edin Oskar Eriksson Rasmus Wranå Christoffer Sundgren Daniel Magnusson       | Canada                                                | Brad Gushue Mark Nichols Brett Gallant Geoff Walker E. J. Harnden                       | Italie                                                | Joël Retornaz Amos Mosaner Sebastiano Arman Simone Gonin Mattia Giovanella             |
| 2023  | Écosse                                                | Bruce Mouat Grant Hardie Bobby Lammie Hammy McMillan Jr. Kyle Waddell               | Canada                                                | Brad Gushue Mark Nichols E. J. Harnden Geoff Walker Ryan Harnden                        | Suisse                                                | Yannick Schwaller Benoît Schwarz Sven Michel Pablo Lachat                              |
| 2024  | Suède                                                 | Niklas Edin Oskar Eriksson Rasmus Wranå Christoffer Sundgren Daniel Magnusson       | Canada                                                | Brad Gushue Mark Nichols E. J. Harnden Geoff Walker Kyle Doering                        | Italie                                                | Joël Retornaz Amos Mosaner Sebastiano Arman Mattia Giovanella Francesco De Zanna       |

## Tableaux des médailles
Mise à jour : après le championnat du monde 2024
| Rang  | Nation     | Or | Argent | Bronze | Total |
| ----- | ---------- | -- | ------ | ------ | ----- |
| 1     | Canada     | 36 | 14     | 7      | 57    |
| 2     | Suède      | 12 | 8      | 7      | 27    |
| 3     | Écosse     | 6  | 21     | 9      | 36    |
| 4     | États-Unis | 4  | 5      | 13     | 22    |
| 5     | Norvège    | 4  | 5      | 9      | 18    |
| 6     | Suisse     | 3  | 6      | 12     | 21    |
| 7     | Allemagne  | 0  | 5      | 5      | 10    |
| 8     | Danemark   | 0  | 1      | 2      | 3     |
| 9     | Finlande   | 0  | 0      | 2      | 2     |
| 9     | Italie     | 0  | 0      | 2      | 2     |
| 10    | France     | 0  | 0      | 1      | 1     |
| Total | Total      | 65 | 65     | 69     | 199   |